# 우스티나트오를리치구

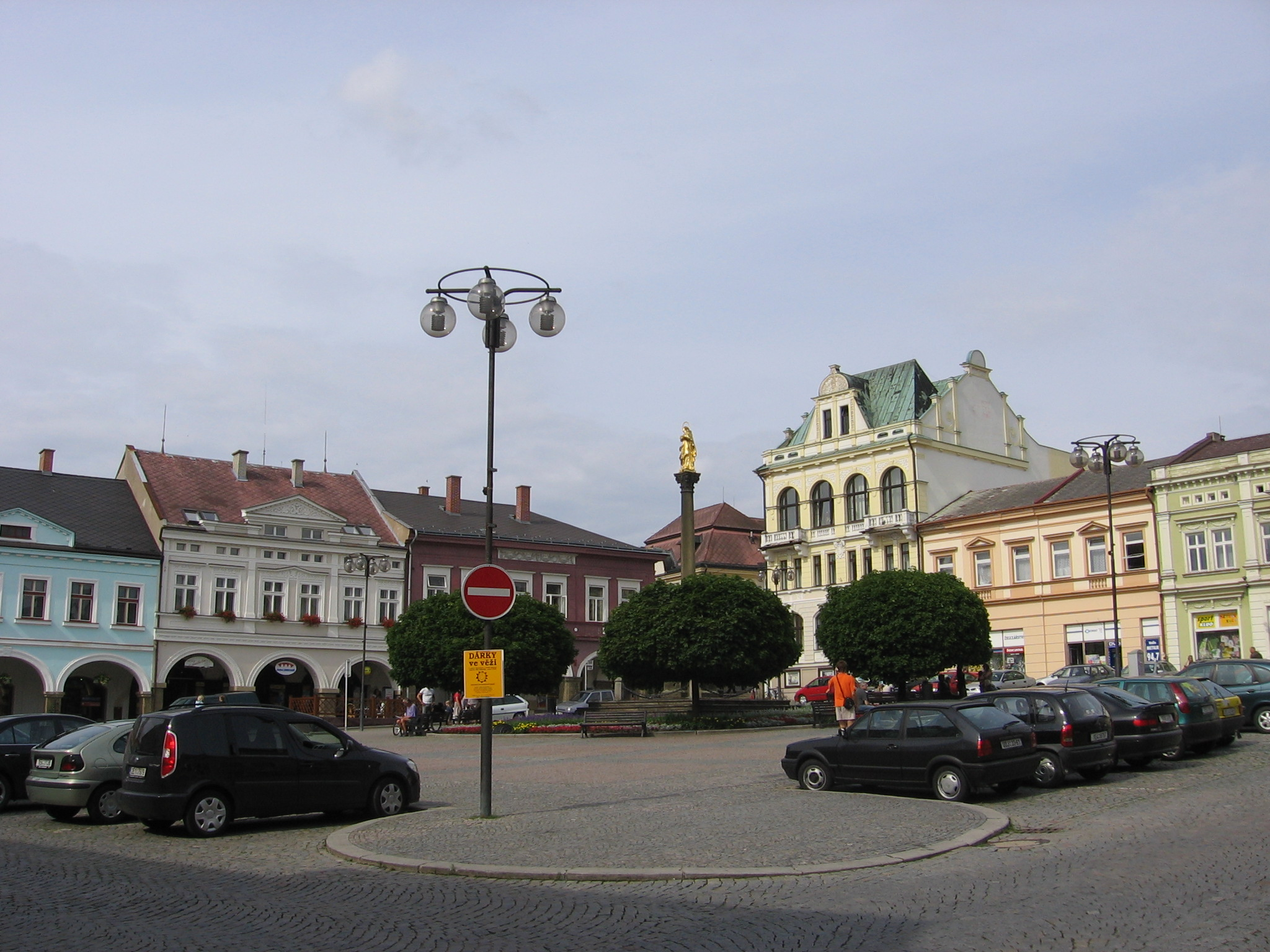
우스티나트오를리치구의 행정 중심지인 우스티나트오를리치

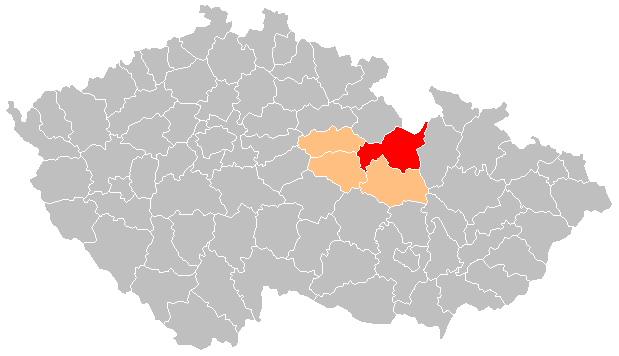
우스티나트오를리치구의 위치

우스티나트오를리치구(체코어: Okres Ústí nad Orlicí)는 체코 파르두비체주를 구성하는 4개 구 가운데 하나로 행정 중심지는 우스티나트오를리치이며 면적은 1,258.31km2, 인구는 138,242명(2019년 1월 1일 기준), 인구 밀도는 110명/km2이다.
파르두비체주 동부에 위치하며 115개 지방 자치체(14개 시, 101개 마을)를 관할한다. 파르두비체주 파르두비체구, 흐루딤구, 스비타비구, 올로모우츠주 슘페르크구, 흐라데츠크랄로베주 리흐노프나트크네주노우구와 접하며 북쪽으로는 폴란드와 국경을 접한다.